# František Navrátil (odbojář)
František Navrátil (22. prosince 1919 Hejčín – 19. března 1942 Auschwitz) byl český student a protinacistický odbojář.

## Život
František Navrátil se narodil 22. prosince 1919 v Hejčíně u Olomouce. Vystudoval Slovanské gymnázium v Olomouci a započal studium na Právnické fakultě Masarykovy univerzity v Brně. Z důvodu uzavření českých vysokých škol Němci v roce 1939 studia nedokončil. Vstoupil do protinacistického odboje jako člen olomoucké skupiny Studentský domov. Přestože skupina nebyla aktivní, byla prozrazena a její členové pozatýkáni. František Navrátil byl gestapem zatčen 20. listopadu 1940 a souzen za velezradu. Byl sice osvobozen, ale nadále vězněn. Dne 19. března 1942 zahynul v koncentračním táboře Auschwitz.